# Henri de Gondi (1590-1659)
Pour les articles homonymes, voir Henri de Gondi.
Henri de Gondi, né en 1590 à Machecoul et mort le 12 août 1659 à Chéméré, est un seigneur français d'origine italienne du XVIIe siècle, membre de la famille de Gondi. Il fut deuxième duc de Retz, seigneur de Machecoul, duc de Beaupréau, marquis de Belle-Île et des Îles d'Hyères, comte de Chemillé, baron du Plessis-le-Chastel, de Marly-le-Chastel et de Beaumanoir, seigneur haut-justicier de Noisy-le-Roi et de Bailly, seigneur de La Grange-l'Essart et de Versailles, chevalier des Ordres du roi et pair de France. Il fut également le cousin germain du cardinal de Retz, qui causa à sa famille scandales et déshonneur vis-à-vis de la Cour de Louis XIV.

## Biographie

### Naissance et famille

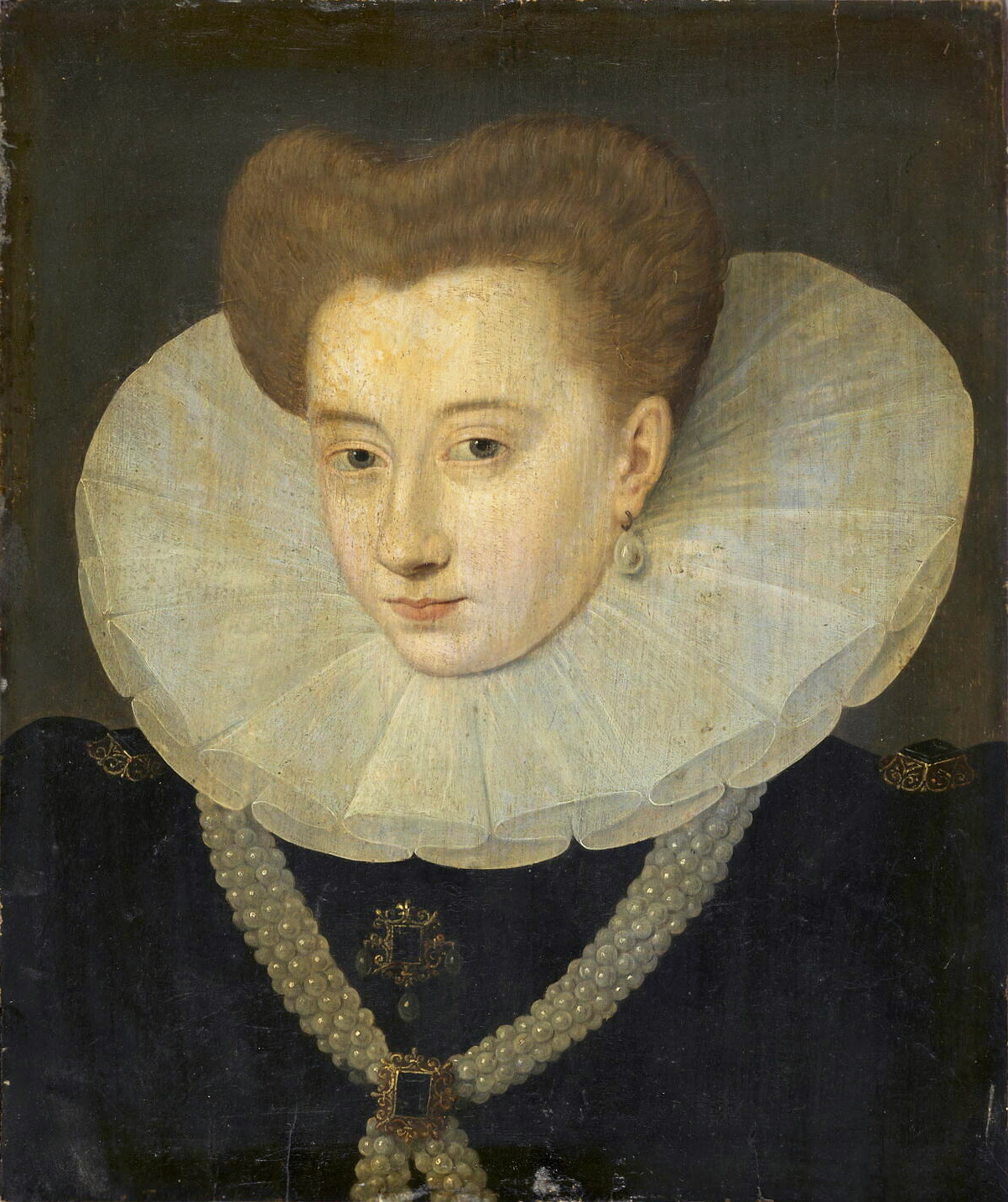
Antoinette d'Orléans-Longueville, sa mère.

Henri de Gondi est né en 1590 à Machecoul, de Charles de Gondi (1569-22/05/1596 au Mont-Saint-Michel), marquis de Belle-Île, gentilhomme de la Chambre, général des Galères de France et gouverneur de Fougères, et d'Antoinette d'Orléans-Longueville (1572 à Trie-Château – 24/04/1618 à Poitiers), dame de Château-Gontier. Par son père, il est aussi le petit-fils du duc consort de Retz Albert de Gondi, et de la salonnière et duchesse douairière de Retz Claude-Catherine de Clermont (1543-18/02/1603).
Ses parents auront également un autre fils après sa naissance : Léonor de Gondi, mort en bas âge en 1600.

### La mort de son jeune père
Le 22 mai 1596, son père Charles de Gondi, marquis de Belle-Île et héritier potentiel du duché de Retz est tué à l'âge de 27 ans au Mont-Saint-Michel. Le duc de Mercœur, Philippe-Emmanuel de Lorraine lui avait confié en 1595 le gouvernement de Fougères, avec la promesse d'obtenir le Mont-Saint-Michel, gouverné alors par le marquis de Quéroland, un ligueur soupçonné d'infidélité par Mercœur (on est alors en pleines Guerres de religion). Le 22 mai 1596, Charles de Gondi veut entrer au Mont-Saint-Michel par surprise pour le prendre, mais il est tué dans une échauffourée, dont les circonstances resteront mystérieuses.
Henri de Gondi, alors âgé de seulement 6 ans, devient ainsi le nouvel héritier du duché de Retz, toujours détenu par ses grands parents paternels.

### Jeune duc de Retz
Après le décès de son grand-père Albert de Gondi le 21 avril 1602, c'est à la mort de sa grand-mère Claude-Catherine de Clermont le 18 février 1603, qu'Henri de Gondi, alors âgé de seulement 13 ans, devient de plein droit duc de Retz.

### Mariage et enfants
Le 15 mai 1610, Henri de Gondi épouse Jeanne de Scépeaux (1588-20/11/1620), duchesse de Beaupréau, comtesse de Chemillé, dame de Tiffauges, dont il aura deux filles :
- Catherine de Gondi (28/12/1612-18/09/1677 à Machecoul), mariée en 1633 à son cousin Pierre de Gondi ;
- Marguerite-Françoise de Gondi (18/04/1615-31/05/1670), femme en 1644 de Louis de Cossé, duc de Brissac.

### Carrière politique et militaire
Participant de la bataille des Ponts-de-Cé, du côté de Marie de Médicis, Henri de Gondi fait défection, entraînant avec lui ses 1 500 hommes ; l'armée amputée d'un tiers de ses hommes ne peut résister à l'assaut des troupes royales.

### Mariage de sa fille et démission de son titre de duc de Retz

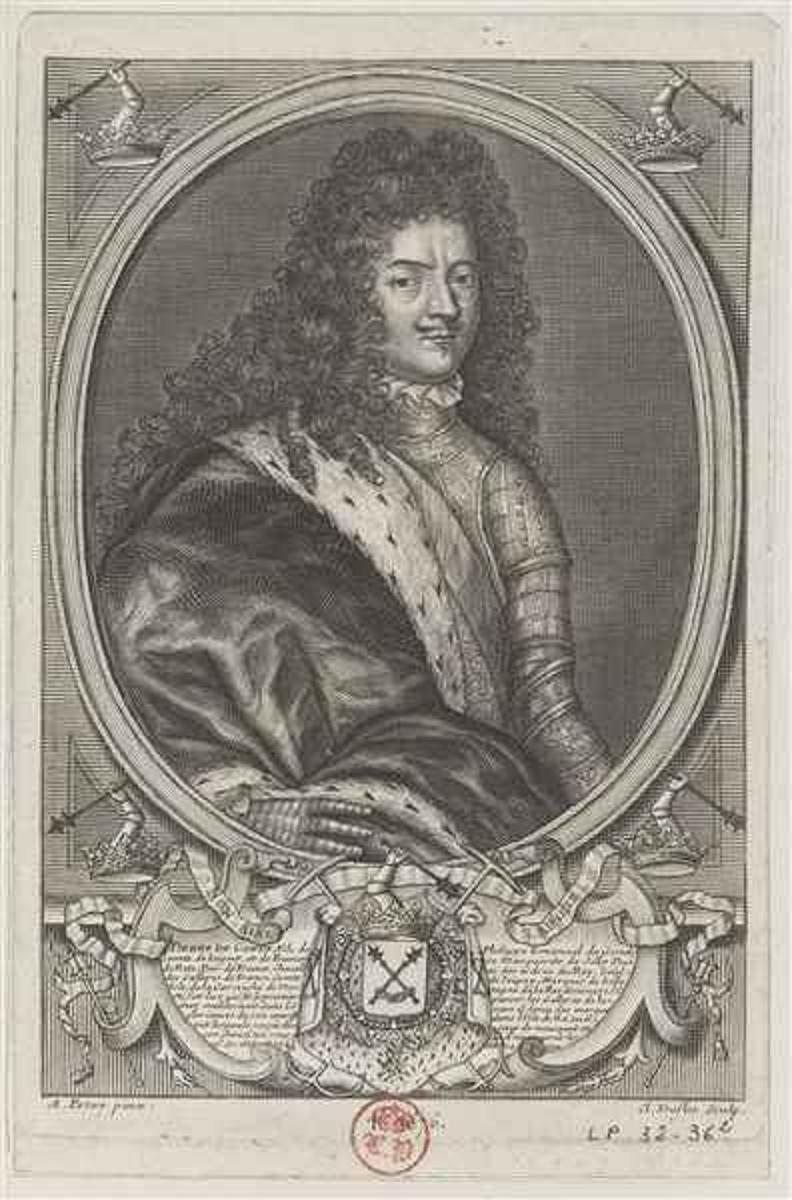
Son cousin germain et gendre, Pierre de Gondi.

Henri de Gondi, qui n'a que ses deux filles (Catherine et Marguerite-Françoise) pour héritières et à marier, arrange le mariage de son aînée Catherine (pourtant promise au duc de Mercœur Louis II de Vendôme (1612-1669)), avec son jeune cousin germain Pierre de Gondi, alors comte de Joigny. De sorte que le duché de Retz revienne, via Catherine, à son mari, sans pour autant sortir ensuite de la famille de Gondi. C'est donc ainsi que Catherine épouse le 3 août 1633 à Machecoul le cousin germain de son père.
Dès 1634, Henri de Gondi, à présent âgé 44 ans, se démet de son titre en faveur de son gendre et cousin Pierre, qui devient ainsi le nouveau duc de Retz et seigneur de Machecoul, et qui est fait pair de France. On surnomme ce dernier « le jeune duc », par opposition à son beau-père, « le vieux duc Henri ».

### Décès
Henri de Gondi meurt le 12 août 1659 au château de Princé, à Chéméré, où il s'était retiré depuis la démission de son titre.

### Postérité
La postérité de Henri de Gondi découle de ses deux filles :
- Catherine de Gondi (28/12/1612-18/09/1677 à Machecoul), duchesse de Retz. Elle épouse le 3 août 1633 à Machecoul Pierre de Gondi (1602 à Paris – 29/04/1676 à Machecoul), duc de Retz, seigneur de Machecoul, comte de Joigny, marquis de Belle-Île, marquis de La Garnache, baron de Mortagne et de La Hardouinaye, pair de France, et Général des galères de France, dont elle a deux filles :
  - Marie-Catherine Antoinette de Gondi (30/11/1648 à Machecoul – 01/07/1716 à Paris), religieuse calvairienne sous le nom de « sœur Antoinette de Sainte-Scholastique », prieure du calvaire du Marais, Supérieure générale de l’Ordre du Calvaire,
  - Paule-Marguerite Françoise de Gondi (12/03/1655 à Machecoul – 21/01/1716 à Paris), duchesse de Retz, dame de Machecoul, marquise de La Garnache, comtesse de Joigny, baronne de Mortagne, duchesse de Lesdiguières et comtesse de Sault ;
- Marguerite-Françoise de Gondi (18/04/1615-31/05/1670), duchesse de Beaupréau, comtesse de Chemillé. Elle épouse le 3 mai 1644 Louis de Cossé (05/09/1625 à Brissac – 26/02/1661 à Paris), duc de Brissac, pair et grand pannetier de France, dont elle a :
Henri-Albert de Cossé (1645-29/12/1698), duc de Brissac,
Marguerite-Marie de Cossé (1648-1708), dame de Beaupréau,
Louis-Timoléon de Cossé (????-1677), comte de Cossé,
Françoise-Madeleine de Cossé,
François-Catherine de Cossé (????-1700).

## Armoiries
| Armes | Blasonnement |
| ----- | --- |
|       | Écartelé : 1 et 4 d'or à deux masses d'armes de sable passées en sautoir et liées de gueules (qui est de Gondi) ; 2 et 3, contre-écartelés au I et IV d'azur aux trois fleurs de lys d'or accompagné d'un lambel, un bâton péri en bande brochant sur la partition, le tout d'argent (qui est d'Orléans-Longueville), au II et III du contre-écartelé d'azur aux trois fleurs de lys d'or accompagné d'un bâton de gueules péri en bande (qui est de Bourbon). |